# 國家堡壘 (瑞士)

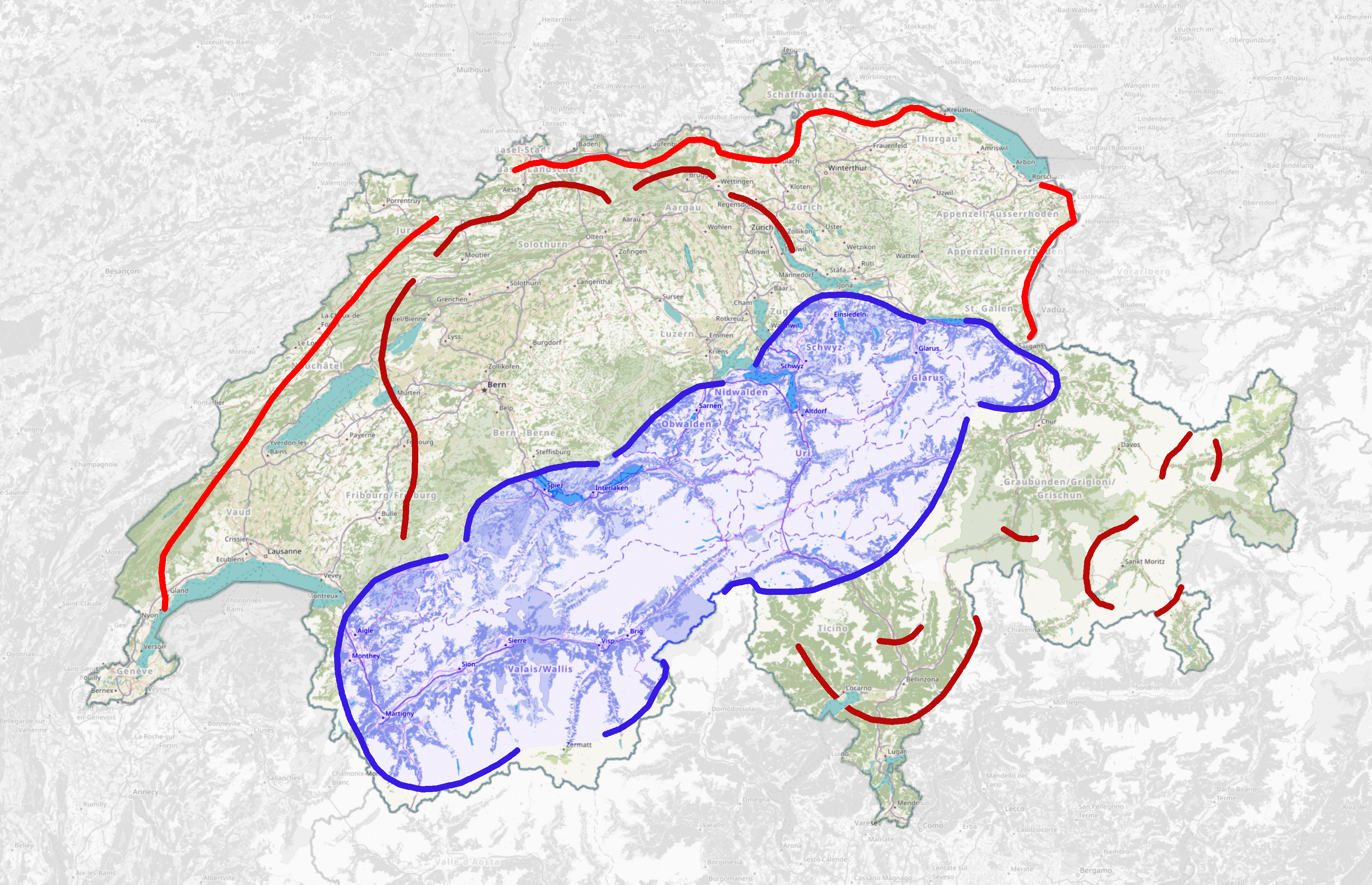
國土堡壘防線圖

瑞士国家堡垒（防線）（德語：  ;法語：  ;義大利語：  ) 是瑞士政府应对外国入侵的防御计划，在二战時用於对付可能的德国入侵。 “国家堡垒”一词原指1880 年代的 防御工事，这些防御工事保护瑞士中部山区，为撤退的军队提供防御性避难所，是瑞士公共防御战略不可或缺的一部分。
国家堡垒分布在阿尔卑斯山上，位于工业化和人口稠密的地区之外，包括一系列分布广泛的防御工事。以圣莫里斯、圣哥达和萨尔甘斯的堡垒建筑群为中心，主要防御德国和意大利之间的高山路口。国家堡垒不是不可逾越的屏障，但被规划为一个几乎坚不可摧的防御综合体，通过控制主要的山口和铁路隧道，防止侵略者使用重要的交通设施，通过或穿越阿尔卑斯山。雖然國家堡壘從未受到實戰檢驗，卻建立起無畏強敵的形象，成為瑞士的精神象徵之一。

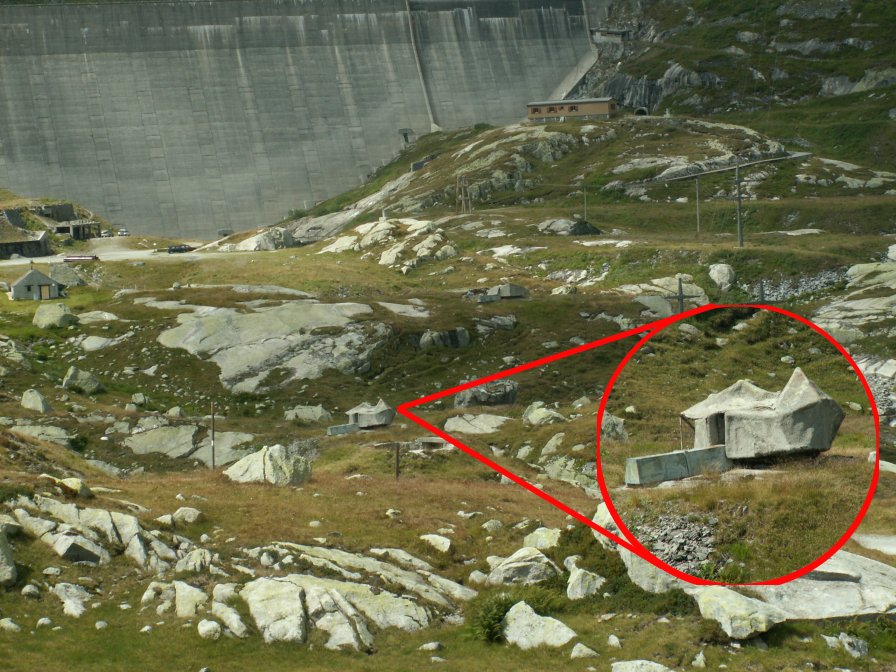
盧森德羅湖旁边的伪装105口径大炮，射程可达17公里 。

## 历史

### 瑞士戰備
因應德國在歐洲的擴張，瑞士開始增加國防預算並修築防禦工事。瑞士国家银行在苏黎世的黄金储备轉移至聖哥達山口和伯恩。 因應國內低迷的士氣，政府開始推動「精神國防」。1938年11月瑞士政府已公告戰爭時期的預備措施。在1939年八月二十八號，德國入侵波蘭兩天前，瑞士議會發動部分動員。九月一號中午，戰爭正式爆發時，國會發動總動員。
八月三十號，議會選舉吉桑（Henri Guisan）将军為上將，官拜瑞士國軍總司令。吉桑具有右派傾向，但仍主張抵抗入侵，甚至與法軍密謀合作。當時他處於尷尬的境地，一方面不信任政客，另一方面又得預防敏感的資訊落在軍中親德派的手裡。

### 吉桑计划
吉桑认识到瑞士在装备和人力方面的资源有限。他提議在边界破碎的地形中采取延迟策略，尽可能长时间地将入侵部队挡在中央高原的开阔地区之外，以便有序撤退到安全的阿尔卑斯山周边。一旦撤退到阿尔卑斯山，瑞士政府就可以长时间躲藏。边境防御工事得到了改善， 西南部的聖莫里斯、中部聖哥達和東北部薩甘斯 被确定为侵略者进入阿尔卑斯的主要入口。虽然圣哥达和圣莫里斯已有设防，但由于莱茵河沿岸的湿地排水计划，已可以轻松进入萨甘斯的东部阿尔卑斯门户。 
关于防線的范围仍有争论，德语州的官员主张建立更小的防線。 吉桑的参谋长 Samuel Gonard 上校提出纵深防御的方案，1940 年 6 月法国沦陷提供了额外的壓力。 6 月 23 日，法国投降两天后，邊界区被缩小，以支持陆军陣地。军队转移到国土的中心，使工业和人口中心不受保护。最终的计划于 1940 年 7 月 12 日通过，确定了有组织的撤退到阿尔卑斯山進行无限期的抵抗。 1940 年 7 月 25 日，被德国和意大利包围後，瑞士公布防御计划，规定在轴心国发动袭击时退到阿尔卑斯山，并在必要时摧毁所有进入点。 高階軍官在瑞士建國之地鲁特利举行会议，公布國土堡壘計畫。會中吉桑向所有指揮官說：「我決定在建國的聖地，用軍人的身份向你各位發言，以解釋局勢的嚴峻。我們在歷史的轉捩點，國家在存亡危急之秋。」

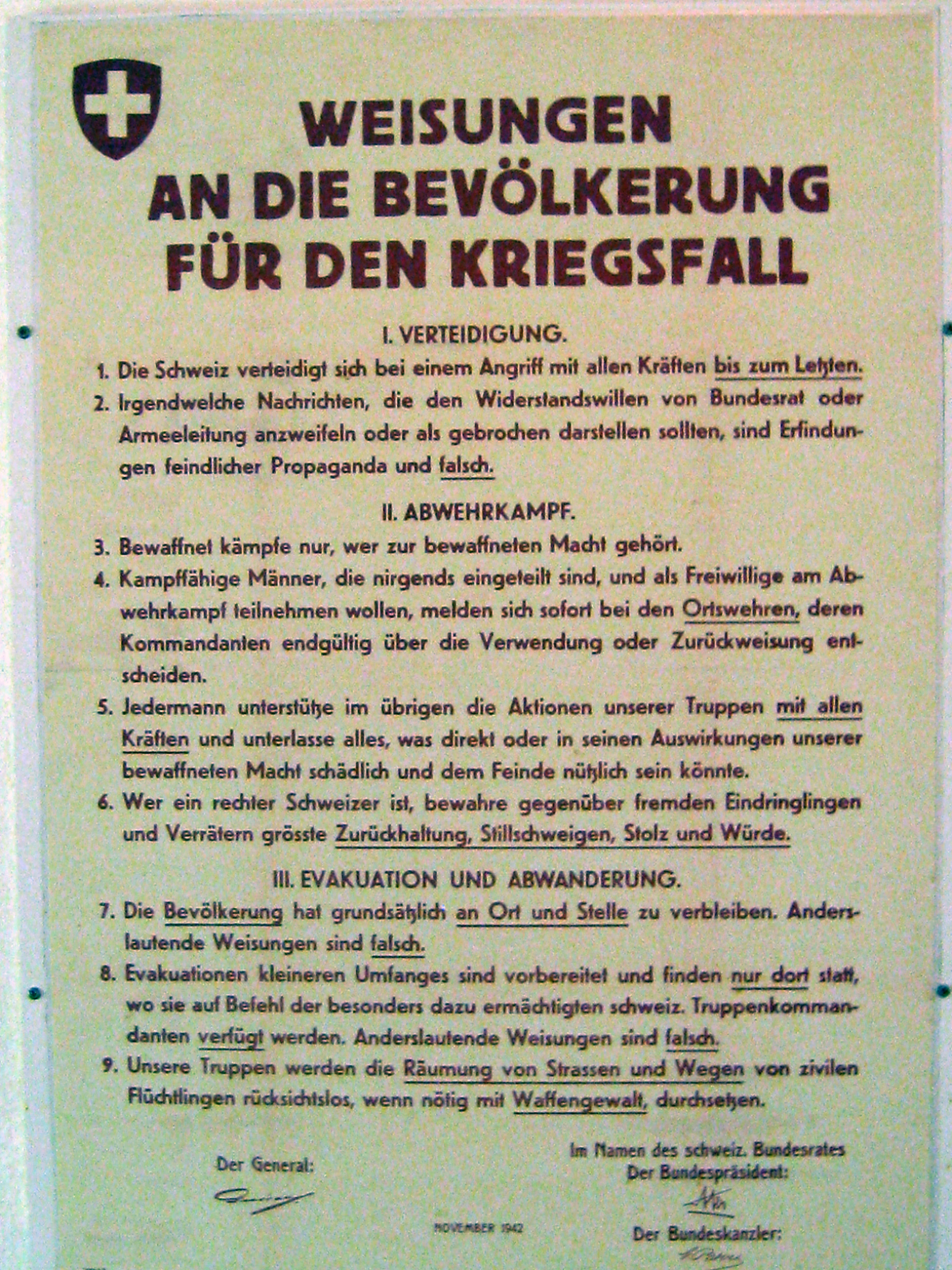
Wsg an Bev IMG 1734瑞士政府的戰爭訓令：第一條、瑞士將盡力抵抗至最後；第二條、所有議會或軍隊投降的新聞皆是敵方假消息

### 第二次世界大战
瑞士自40年七月起，陸續將五個師轉移至堡壘防線中，八月防禦工事完成後，共有六個師，41年五月再將最後三個師移入防線中。 1941年4月德國和意大利迅速占领南斯拉夫和希臘，证明较低的山脉对德军机动性几乎没有障碍。堡垒战略于 5 月 24 日得到强化，瑞士進入總动员，此前只有三分之二的军队被动员。瑞士認為，由于缺乏强大的装甲部队，撤退到堡垒是唯一正确的做法，在中部高原的行动都只是拖延。遭到袭击時，只会保卫高阿尔卑斯山，以及重要的跨山公路和铁路线。作为最后手段，军队会摧毁关键的桥梁和隧道。该计划将放棄人口稠密的低地及经济中心，剩下的輕裝部隊及民兵負責保護平民，並在被入侵時摧毀自己的建設。

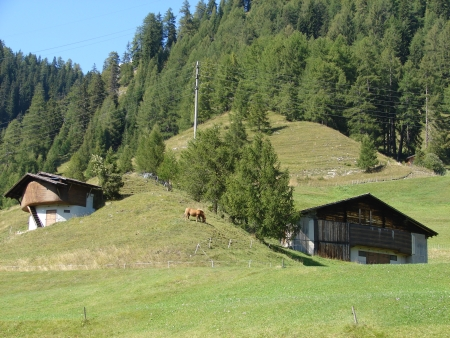
蘇費爾斯中的伪装步兵防御工事（左侧机枪堡垒、右侧反坦克炮、房屋和连接隧道）

在 1940 年，瑞士人完全被轴心国包围，因此实际上受到德國和意大利的摆布。堡垒战略本质上是一种威慑战略，加上经济方面的让步，希望令入侵的成本会高于收益。然而若非入侵苏联以及诺曼底登陆，希特勒明显打算入侵瑞士。 相對的，瑞士雖然在名義上保持中立，卻在暗地裡與交戰兩方聯繫。吉桑曾親自密會美國的駐外武官，介紹瑞士的防務，更不先知會便與SS將軍Walter Schellenberg會面，引起議會譴責。
40年六月，英國預期瑞士將被征服，對其發布出口禁令。駐瑞公使則向外相艾登評估到：「綜觀地理、經濟、軍事上的條件，這個微小卻有活力及受教的國家，可以在被攻擊時，奮力保護自己傳統上的獨立。」。蒙哥馬利則認為國家堡壘不切實際，只要德軍攻擊被留下的平民，瑞士軍就會離開防線戰鬥。

### 二戰後
由於防範蘇聯的必要，大部分防線直到冷戰結束仍為軍事機密。後逐步開放，作為觀光景點、倉庫或機房使用。

## 聖莫里斯要塞

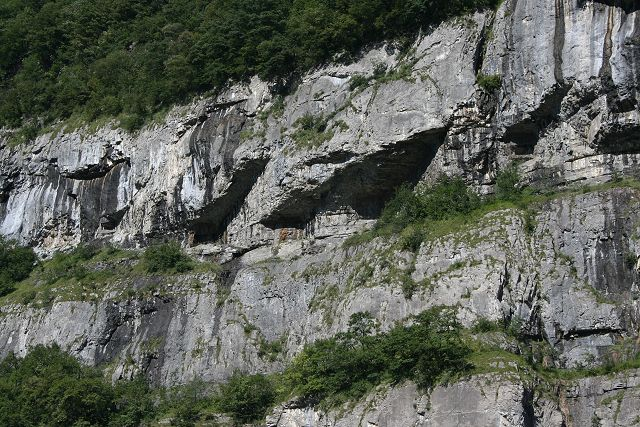
隱藏砲台, Fort du Scex

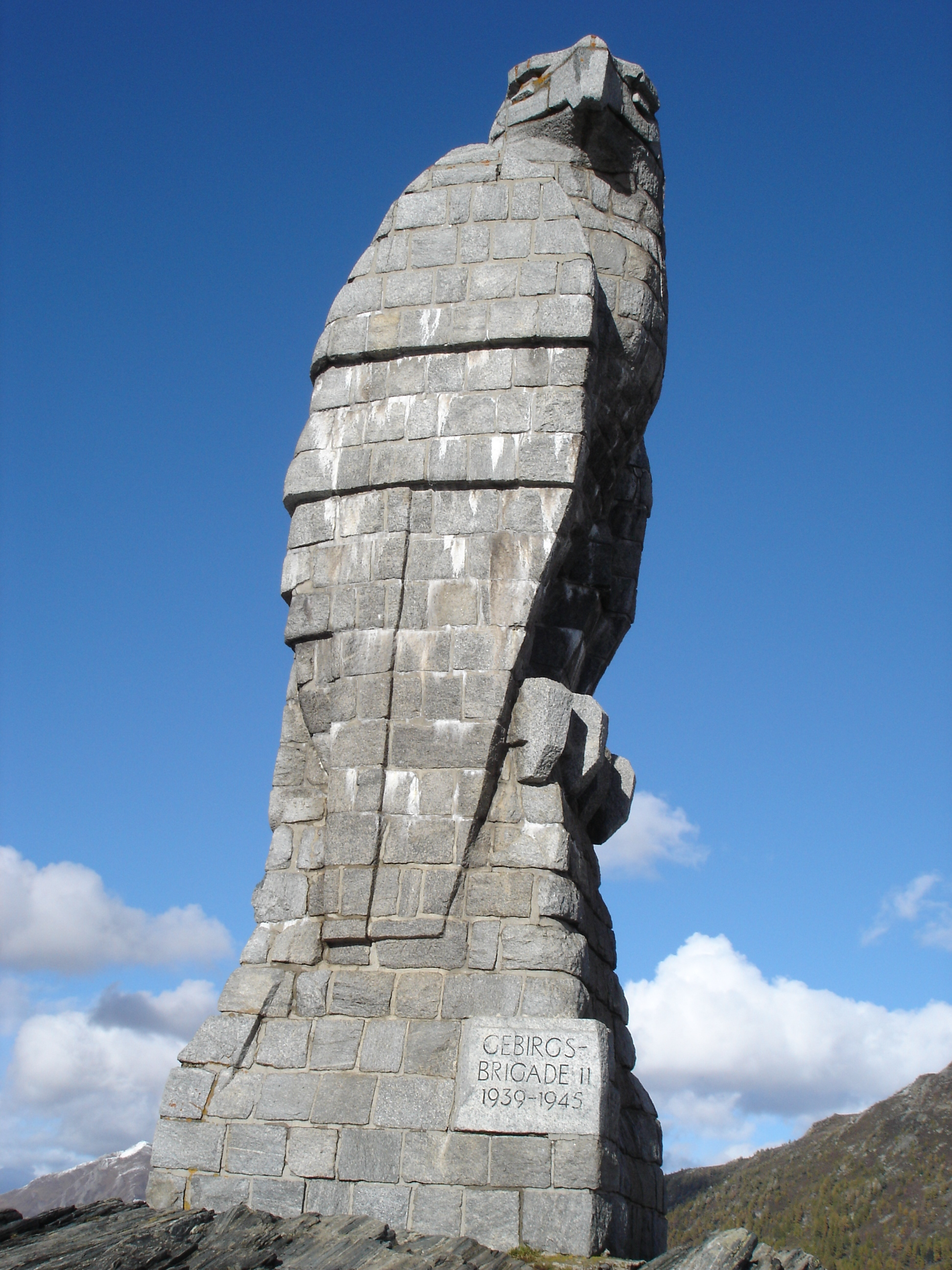
辛普隆之鷹

聖莫里斯要塞在法語區的聖莫里斯，是三座主要要塞中最西的。主要用於防止來入侵者自法國進入阿爾卑斯山中央，另也確保敵人無法從大聖伯納山口或辛普隆山口進入洛桑。要塞本身並非單一的結構，而是分佈在隆河上游河谷各處，約十公里長的防線。此處河谷平均約1.5公里寬，兩旁則是峭壁，其上鑿出許多碉堡，再往上則有纜車或登山火車連結。
今日部分堡壘如Fort du Scex及Fort de Chillon已開放參觀。

### 西庸堡
西庸堡（Fort de Chillon）位在聖莫里斯防線的入口，在萊芒湖東端，洛桑以東26公里處，目的在防止來自萊芒湖北部的入侵。二戰時約有130人駐守，本身另外有九個碉堡保護。

## 薩甘斯要塞
1934年起，在薩甘斯修建防禦工事被視為首要事務，但直到1938年德國併吞奧地利後才開始進行，且整個戰爭期間仍在增建。

### 艾罗洛防區

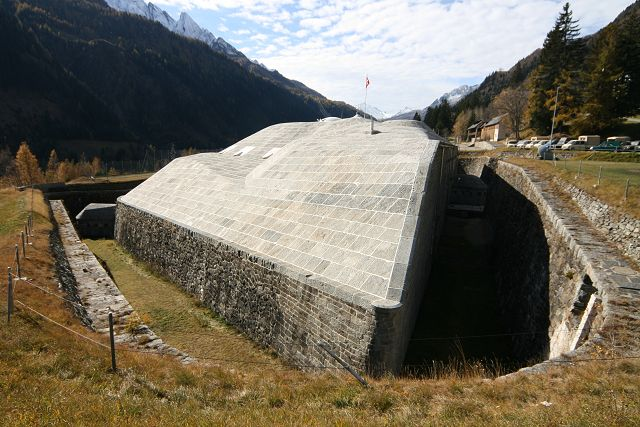
艾罗洛堡壘

### 圣哥达山口防區

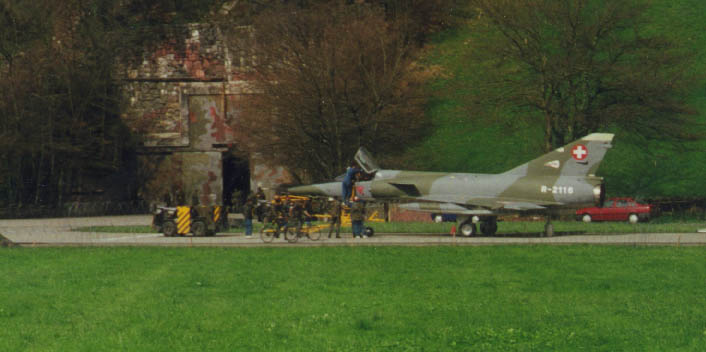
位于 Buochs的幻象3型戰鬥機

### 施爾堡
Schollberg

### 安施坦堡壘
Ansstein

### 富爾格

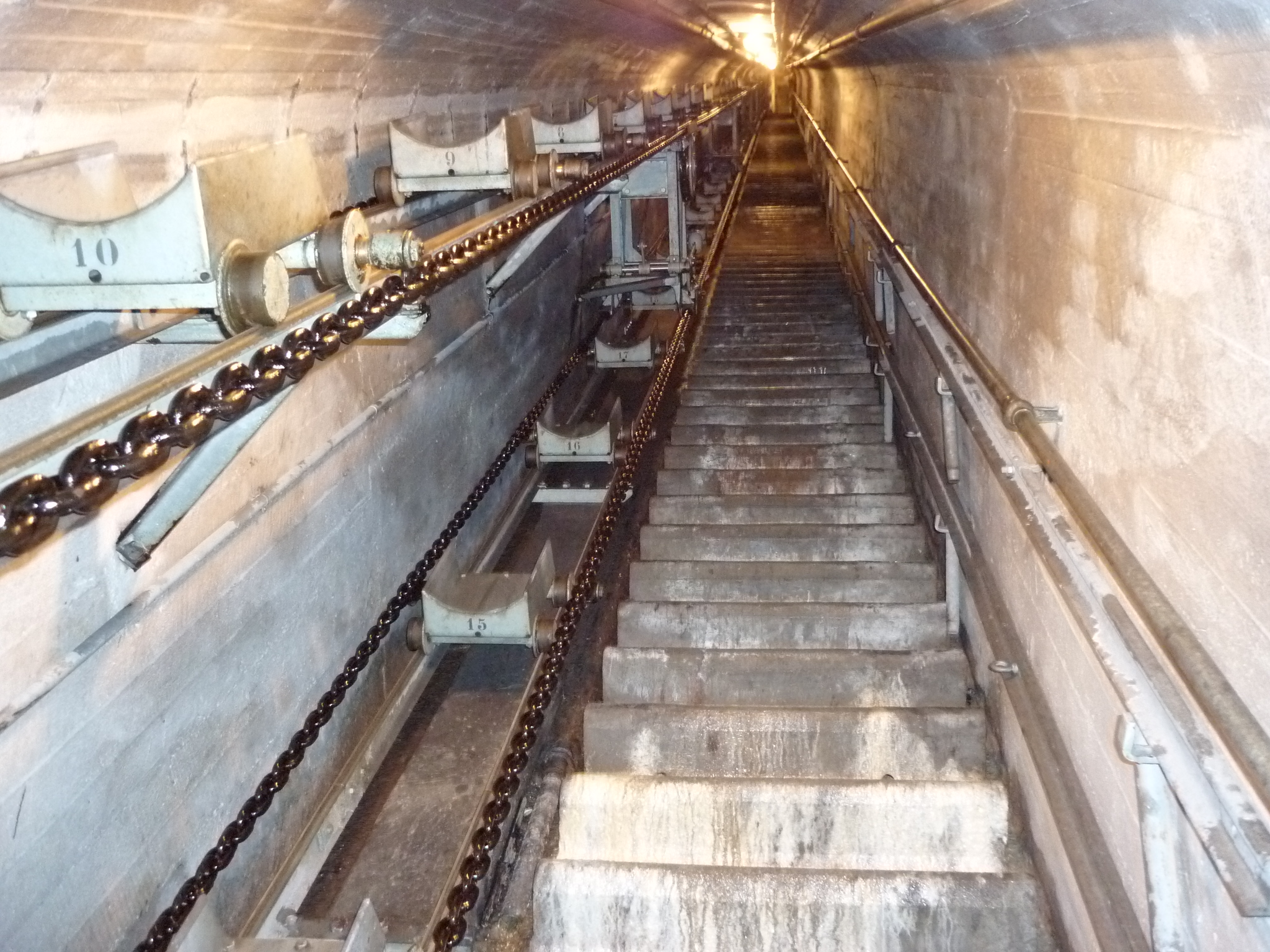
富爾格送彈器

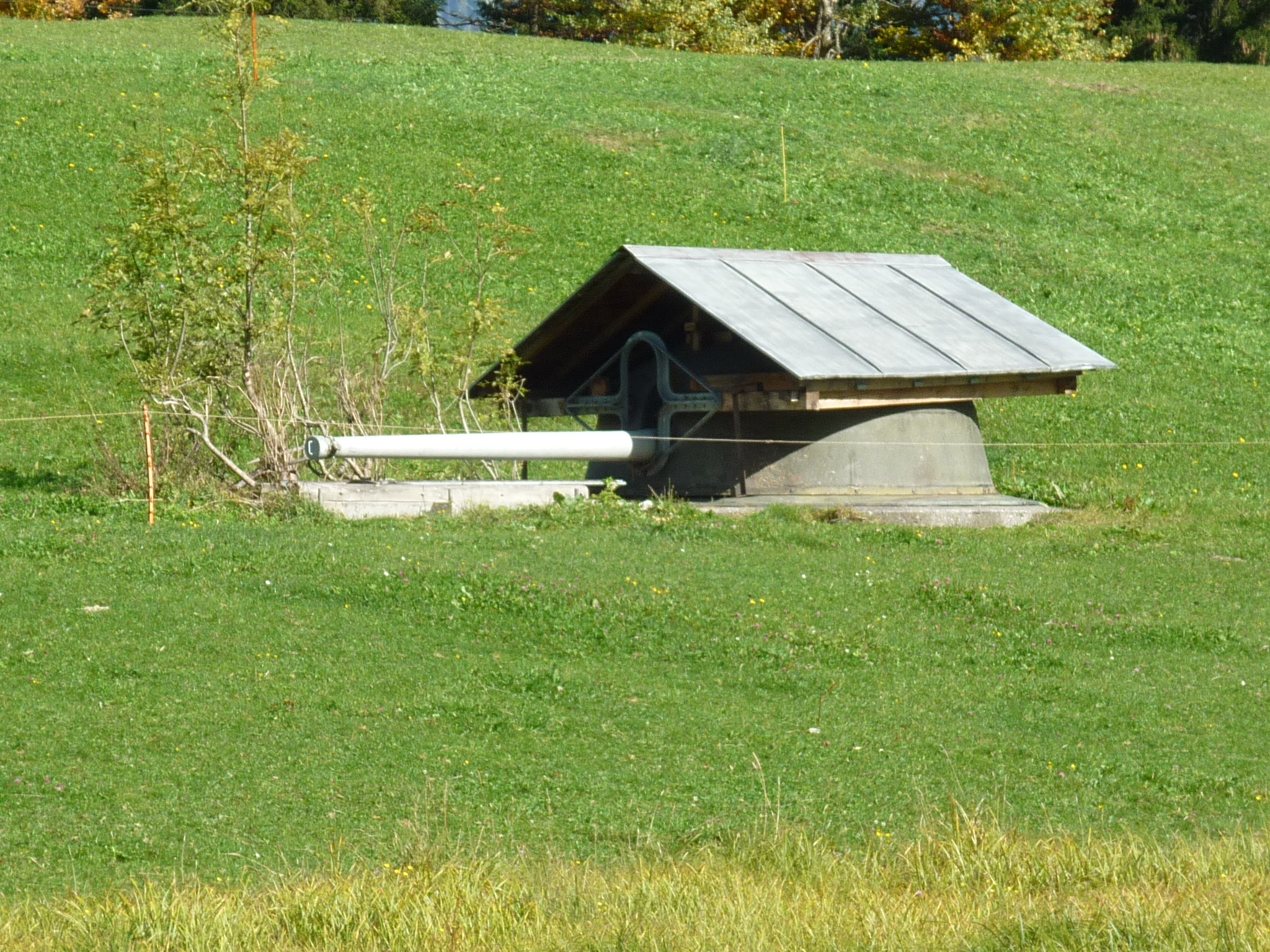
富爾格一Ｏ五裝甲炮

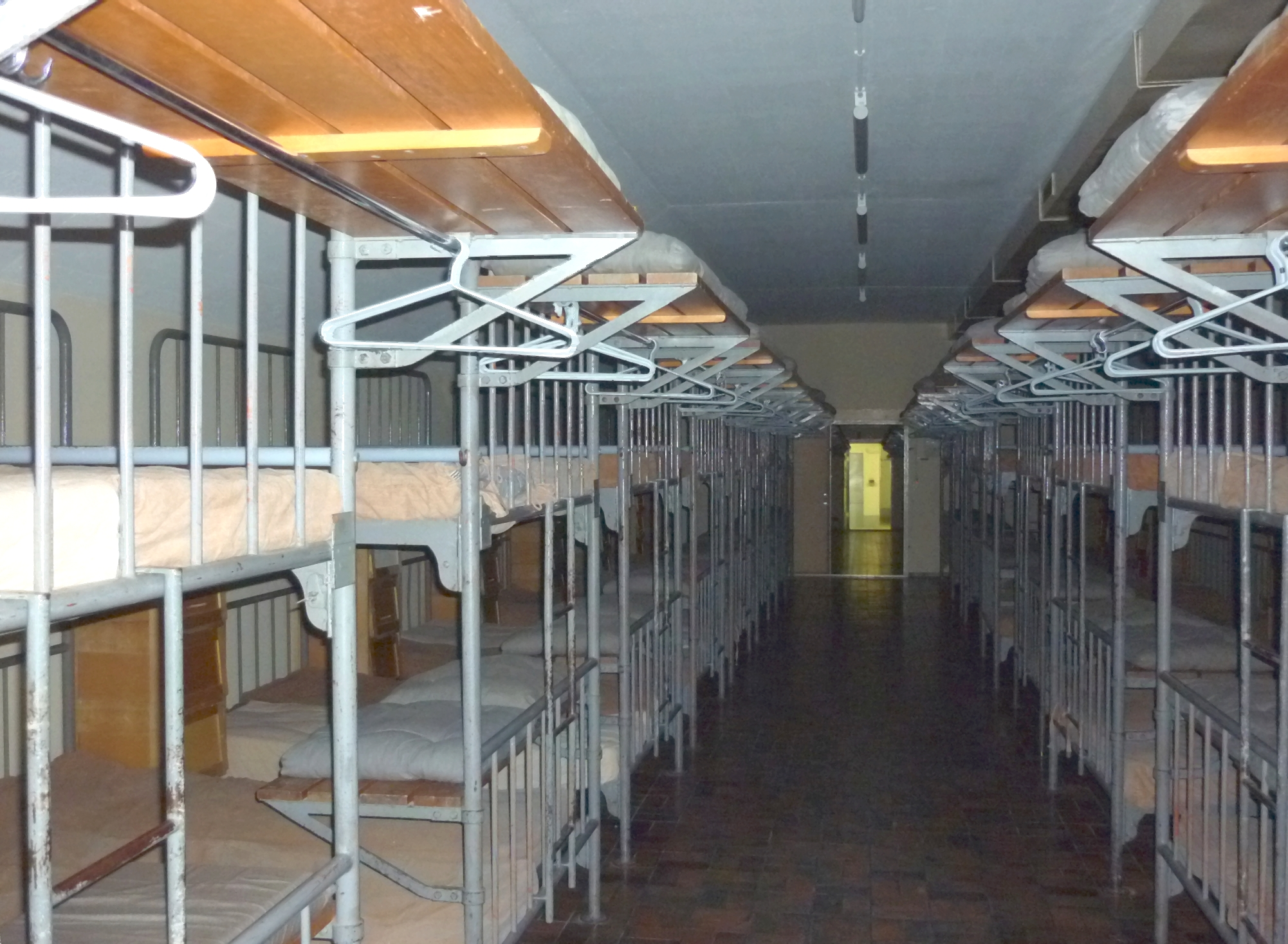
富爾格寢室

Furggels，被稱為山中戰艦